# Julien Van Remoortere
Julien Van Remoortere (Beveren-Waas, 8 april 1930 – Oostende, 6 april 2018) was een Vlaams auteur. Hij publiceerde ongeveer 400 boeken en een paar duizend losse verhalen, hoorspelen en rapportages.

## Loopbaan
Julien Van Remoortere is vooral bekend vanwege zijn wandelgidsen, waarin hij van vele streken de interessantste wandelingen beschrijft, die hij steevast zelf eerst gemaakt heeft. Hij let niet alleen op het landschappelijke karakter van de omgeving, maar geeft ook toeristische informatie over gebouwen en kunstwerken. Hij zet de wandelaar aan tot het observeren van de omgeving. Belangrijk is ook de nauwkeurige beschrijving van de route-aanduidingen, soms tegen het plaatselijke merktekensysteem in.
Veel van deze werken zijn uitgegeven bij Lannoo.
Het merendeel betreft het wandelgidsen tot in de verste uithoeken van België en Luxemburg, maar hij heeft er ook een twintigtal wereldreizen opzitten.
Daarnaast is hij ook de auteur van heel wat fictieboeken: vooral jeugdboeken en sciencefictionverhalen (veelal als toekomstroman getypeerd). Enkele van deze boeken verschenen onder het pseudoniem Piet Mortelman.
Een van de meest indringende werken uit zijn oeuvre is de "Nest-trilogie", een reeks van drie opeenvolgende en sterk autobiografisch geïnspireerde verhalen over een kleine jongen uit de Donkerstraat in Beveren-Waas die opgroeit tijdens en kort na de Tweede Wereldoorlog.
Een van zijn andere verhalen, "Anti-Love Story: een verhaal voor langharig tuig" (1975), over een meisje dat door haar leraar wordt verkracht, werd verfilmd door de VRT. De buitenopnames vonden plaats in Oostende, de stad waar hij sinds 1954 woonde en lange tijd een voltijdse job als stadsambtenaar combineerde met het schrijverschap. Als ambtenaar was hij onder andere secretaris van burgemeester Jan Piers.